# Póvoa d’El-Rei
Póvoa d’El-Rei ist eine Ortschaft und ehemalige Gemeinde im Norden Portugals.

## Verwaltung
Póvoa d'El-Rei war Sitz einer eigenständigen Gemeinde (Freguesia) im portugiesischen Kreis Pinhel. Im ehemaligen Gemeindegebiet leben 53 Einwohner (Stand 30. Juni 2011).
Im Zuge der administrativen Neuordnung in Portugal 2013 wurde die Gemeinde Póvoa d'El-Rei am 29. September 2013 aufgelöst und mit den Gemeinden Santa Eufémia und Sorval zur neuen Gemeinde Vale do Massueime zusammengeschlossen. Sitz der neuen Gemeinde wurde Santa Eufêmia.